# 奧克斯 (密蘇里州)
奧克斯（英語：Oaks）是位於美國密蘇里州克萊縣的村。

## 人口
根據2020年美國人口普查的數據，奧克斯的面積為0.23平方千米，皆為陸地。當地共有人口128人，而人口密度為每平方千米557人。